# Zlata Dimec
Zlata Dimec,  slovenska bibliotekarka, * 17. maj 1955, Ljubljana, † 17. februar 2002. 

## Šolanje
Maturirala je leta 1974 in se vpisala na Filozofsko fakulteto, kjer je študirala francoščino in primerjalno književnost. Leta 1978 je diplomirala iz primerjalne književnosti in se vzporedno vpisala na Pedagoško akademijo, kjer je leta 1982 diplomirala iz knjižničarstva. Po uvedbi visokošolskega študija bibliotekarstva na Filozofski fakulteti je leta 1990 na Oddelku za bibliotekarstvo diplomirala z nalogo Katalogizacija neknjižnega gradiva v okviru mednarodnih standardov in priročnikov. 

## Delo
Leta 1982 se je zaposlila v knjižnici Zavoda za raziskavo materiala in konstrukcij v Ljubljani, leto kasneje 1983 pa je začela delati v Narodni in univerzitetni knjižnici kot katalogizatorka in urednica katalogov. Leta 1991 je začela delati kot redaktorica slovenskega vzajemnega kataloga, od leta 1998 do svoje smrti 2002 pa je delala v Državnem centru za raziskave in razvoj NUK kot raziskovalka za področje katalogizacije.
Sodelovala je tudi v izobraževalnem programu NUK na področju obdelave gradiv, pripravljala je delavnice v okviru Temeljnega knjižničarskega izobraževanja, Izobraževanja za delo v sistemu vzajemne katalogizacije in za uporabo sistema COBISS ter Permanentnega izobraževanja. Kot izpraševalka za predmet Notranja organizacija in delo knjižnic je sodelovala pri strokovnih bibliotekarskih izpitih, na Oddelku za bibliotekarstvo pa je od leta 1991 do 1998 vodila vaje pri predmetu Bibliotekonomija.
Od leta 1990 je bila članica Komisije za katalogizacijo v okviru Zveze bibliotekarskih društev Slovenije, od leta 1999 pa je bila predsednica komisije. Od leta 1992 je bila tudi članica Terminološke komisije, od leta 1993 članica Komisije za knjižnice pri Zavodu za odprto družbo. Delovala pa ni samo v Sloveniji, ampak je sodelovala tudi v mednarodnih organizacijah. Od leta 1997 je bila v okviru Mednarodne zveze bibliotekarskih združenj in ustanov (IFLA) članica Stalnega odbora za katalogizacijo, Delovne skupine za revizijo, Delovne skupine za izpise na OPAC, Delovne skupine za revizijo GARE, leta 1999 tudi v Delovni skupini za pripravo večjezičnega slovarja na področju katalogizacije. Sodelovala je v projektu Konzorcija evropskih znanstvenih knjižnic od leta 1996 kot članica izvršnega odbora, od leta 1997 pa kot članica Strokovne svetovalne skupine.

## Nagrade, priznanja, odlikovanja
- 1991- nagrada Kalanovega sklada
- 1996- Čopova diploma

### Članki in sestavki
- Strokovna usposobljenost za katalogizacijo v COBISSu : analiza problematike in možni ukrepi za izboljšanje.Knjižnica, 1994, leto 38, št. 3/4, str. 75-92.
- Normativna kontrola iz preteklosti v prihodnost : ali se sedanjost odloča za mednarodno sodelovanje.V: Urbanija, Jože (ur.). Zbornik razprav : 10 let Oddelka za bibliotekarstvo : 1987-1997, (Knjižna zbirka BiblioThecaria, 2). Ljubljana : Filozofska fakulteta, Oddelekza bibliotekarstvo, 1998. Str. 201-213.(Ponatisnjeno v: Knjižnica, 2002, leto 46, št. 3, str. 91-104.)
- Vsi različni, vsi enakopravni : sprememba osnovnih načel normativne kontrole. Knjižnica,2001, leto 45, št. 1-2, str. 55-69.
- Slovenska katalogizacijska praksa in Funkcionalne zahteve za bibliografske zapise (FZBZ): primerjalna analiza.Knjižnica, 2002, leto 46, št. 3, str. 35-60.
- Quod licet bovi, convenit iovi : multifunkcionalnost bibliografske podatkovne zbirke.Knjižnica, 2002, leto 46, št. 3, str. 61-70.
- Metapodatki ali katalog virtualnega sveta : kako urediti kaos?Knjižnica, 2002, leto 46, št. 3, str. 71-90.

### Monografije
- Elektronske publikacije : kako jih bomo ohranili za prihodnost?Ljubljana : Narodna in univerzitetna knjižnica, 1998. 15 str.ISBN 961-6162-37-3(Soavtor)
- Angleško-slovenski slovar bibliotekarske terminologije = English-Slovenian dictionary of library terminology, (Multilingual dictionaries of library terminology).Ljubljana : Narodna in univerzitetna knjižnica, 2002. 145 str.ISBN 961-6162-53-5 http://www2.arnes.si/čljnuk4/dictionary/slovenian/index.html (Soavtor)

### Objavljena predavanja na strokovnih konferencah
- Bibliographic standards in a shared cataloguing system : (inter)national co-operation,interests, needs.V: Segbert, Monika (ur.), Steinwachs, Katarina (ur.), Burnett, Peter (ur.). Librariesin the information society : conference proceedings, (EUR, 17551 EN). Luxembourg: Office for Official Publications of the European Communities, 1997. Str.133-137.
- Merging past and future : transferring old catalogue records into automated systems (Slovenian example).V: Libraries and associations in the transient world: New technologies and new forms of cooperation : Conference proceedings. Sudak, Ukraine, June 5-13, 1999.Simferopol’ : Tavrida, 1999. Str. 156-162. (Skupaj z Žumer M.)(Ponatisnjeno v: Knjižnica, 2002, leto 46, št. 3, str. 119-128.)
- Oblikovanje bibliografske podatkovne zbirke za gradivo iz obdobja ročnega tiska : projekt CERL-a.V: Stavbar, Vlasta (ur.). Tradicionalni mediji v sodobni informacijski družbi.Ljubljana: Zveza bibliotekarskih društev Slovenije, 2000. Str. 126-137.(Ponatisnjeno v: Knjižnica, 2002, leto 46, št. 3, str. 105-118.)
- Cataloguing rules at the crossroads or in the roundabout : the Slovenian example.V: Frustaci, Enzo (ur.), Guerrini, Mauro (ur.). AIB 99 : atti del XLV Congresso nazionaledell’Associazione italiana biblioteche, Roma,16-19 maggio 1999. Roma: Associazione italiana biblioteche, 2001 Str. 102-106.

### Uredništvo
- Oblika in struktura korporativnih značnic : priporočila delovne skupine za korporativneznačnice.Ljubljana : Narodna in univerzitetna knjižnica, 1998. XIII, 20 str.ISBN 961-6162-18-7
- Verona, Eva. Pravilnik i priručnik za izradbu abecednih kataloga, Razlage strokovnih izrazovin stvarni kazali.Ljubljana : Narodna in univerzitetna knjižnica, 1998. 176 str. ISBN 961-6162-36-5
- Smernice za normativne in napotilne vpise.Ljubljana : Narodna in univerzitetna knjižnica, 1998. IX, 27 str. ISBN 961-6162-33-0
- Smernice za uporabo ISBD-jev pri opisu sestavnih delov.Ljubljana : Narodna in univerzitetna knjižnica, 1998. VII, 24 str.ISBN 961-6162-34-9
- Uvod v UNIMARC. Ljubljana : Narodna in univerzitetna knjižnica, 1999. 15 str.ISBN 961-6162-46-2
- PREKAT : priročnik za enostavno uporabo katalogizacijskih pravil.1. izd. Ljubljana : Narodna in univerzitetna knjižnica, 2000. 190 str.ISBN 961-6162-63-2 (Skupaj s Kavčič I., Hočevar M.)
- PREKAT : priročnik za enostavno uporabo katalogizacijskih pravil.1. popravljena izd. Ljubljana : Narodna in univerzitetna knjižnica, 2001. 168 str.ISBN 961-6162-69-1.(Skupaj s Kavčič I., Hočevar M.)
- Značka : priročnik za določanje značnic pri katalogizaciji.(Zbirka Normativna kontrola). Ljubljana : Narodna in univerzitetna knjižnica, 2001. 56 str.ISBN 961-6162-71-3(Skupaj s Kavčič I.)
- Sodelovala je tudi v uredniških odborih več izdaj ISBD od 1997-1998.

### Prevodi
- Priročnik za UNIMARC, Format za bibliografske podatke.2. izd. Ljubljana : Narodna in univerzitetna knjižnica, 1999. 1 fasc. (loč. pag.). ISBN 961-6162-45-4(Skupaj z Žumer M.)
- Uvod v UNIMARC.Ljubljana : Narodna in univerzitetna knjižnica, 1999. 15 str. ISBN 961-6162-46-2
- Funkcionalne zahteve za bibliografske zapise : končno poročilo. (Bibliothecaria, Prevodi, 6, 1).Ljubljana : Filozofska fakulteta, Oddelek za bibliotekarstvo, 2000. 148 str., graf.prikazi, tabele. ISBN 961-227-045-7
- Angleško-slovenski slovar bibliotekarske terminologije = English-Slovenian dictionary oflibrary terminology. (Multilingual dictionaries of library terminology). Ljubljana : Narodna in univerzitetna knjižnica, 2002. ISBN 961-6162-81-0